# ブラッド・トンプソン
ブラッドリー・ジョセフ・トンプソン（Bradley Joseph Thompson, 1982年1月31日 - ）は、アメリカ合衆国ネバダ州ラスベガス出身の元プロ野球選手（投手）。右投右打。セントルイスでESPNのラジオ・パーソナリティを務めている。

## 経歴

### プロ入りとカージナルス時代
2002年のMLBドラフトでセントルイス・カージナルスから16巡目指名され、入団。
2003年は傘下のA級ピオリア・チーフスとA+級パームビーチ・カージナルスで計5試合に登板した。
2004年はAA級テネシー・スモーキーズとAAA級メンフィス・レッドバーズで計15試合に登板した。
2005年は開幕をAAA級メンフィスで迎え、ここでは9試合に登板する。5月8日のサンディエゴ・パドレス戦でメジャーデビューを果たした。
2006年はワールドシリーズのメンバーに名を連ねた。
2007年はカージナルスの先発ローテーションとして1年を過ごした。
2008年4月23日にAAA級メンフィスへ降格した。また、この年に結婚している。
2009年11月4日に自由契約となった。

### ロイヤルズ時代
2010年は、カンザスシティ・ロイヤルズと契約を結んだ。6月3日に自由契約となった。

### アストロズ傘下時代
その後、ヒューストン・アストロズとマイナー契約を結ぶ。傘下のAAA級ラウンドロック・エクスプレスで15試合に登板するも、成績不振で8月に自由契約となった。

### 2011年
2011年は、負傷し1年間プレー出来なかった。冬季に2012年を見通して、ドミニカ共和国のウィンターリーグのリーガ・デ・ベイスボル・プロフェシオナル・デ・ラ・レプブリカ・ドミニカーナに参加した。

### ツインズ傘下時代
2012年1月19日にミネソタ・ツインズとマイナー契約を結んだ。傘下のAA級ニューブリテン・ロックキャッツで4試合に登板するも、成績不振で自由契約となった。

### 独立リーグ時代
ツインズ退団後、アトランティックリーグのブリッジポート・ブルーフィッシュで11試合に登板した。
2013年は、同じアトランティックリーグのサマセット・ペイトリオッツで19試合に登板した。

### その後
2014年からは、ランディー・カレーカー、ダマーコ・ファーと共にセントルイスでESPNのラジオ・パーソナリティを務めている。

## 詳細情報

### 年度別投手成績
| 年 度     | 球 団     | 登 板 | 先 発 | 完 投 | 完 封 | 無 四 球 | 勝 利 | 敗 戦 | セ 丨 ブ | ホ 丨 ル ド | 勝 率 | 打 者 | 投 球 回 | 被 安 打 | 被 本 塁 打 | 与 四 球 | 敬 遠 | 与 死 球 | 奪 三 振 | 暴 投 | ボ 丨 ク | 失 点 | 自 責 点 | 防 御 率 | W H I P |
| --------- | --------- | ----- | ----- | ----- | ----- | -------- | ----- | ----- | -------- | ----------- | ----- | ----- | -------- | -------- | ----------- | -------- | ----- | -------- | -------- | ----- | -------- | ----- | -------- | -------- | ------- |
| 2005      | STL       | 40    | 0     | 0     | 0     | 0        | 4     | 0     | 1        | 7           | 1.000 | 225   | 55.0     | 46       | 5           | 15       | 2     | 4        | 29       | 0     | 0        | 22    | 18       | 2.95     | 1.11    |
| 2006      | STL       | 43    | 1     | 0     | 0     | 0        | 1     | 2     | 0        | 3           | .333  | 245   | 56.2     | 58       | 4           | 20       | 3     | 5        | 32       | 1     | 0        | 23    | 21       | 3.34     | 1.38    |
| 2007      | STL       | 44    | 17    | 0     | 0     | 0        | 8     | 6     | 0        | 0           | .571  | 580   | 129.1    | 157      | 23          | 40       | 2     | 13       | 53       | 4     | 0        | 76    | 68       | 4.73     | 1.52    |
| 2008      | STL       | 26    | 6     | 0     | 0     | 0        | 6     | 3     | 0        | 1           | .667  | 273   | 64.2     | 72       | 5           | 19       | 1     | 3        | 32       | 2     | 0        | 38    | 37       | 5.15     | 1.41    |
| 2009      | STL       | 32    | 8     | 0     | 0     | 0        | 2     | 6     | 0        | 0           | .250  | 345   | 80.0     | 85       | 8           | 23       | 2     | 7        | 34       | 5     | 1        | 45    | 43       | 4.84     | 1.35    |
| 2010      | KC        | 16    | 0     | 0     | 0     | 0        | 0     | 4     | 0        | 1           | .000  | 89    | 19.2     | 25       | 4           | 4        | 1     | 1        | 10       | 2     | 0        | 16    | 14       | 6.41     | 1.47    |
| 通算：6年 | 通算：6年 | 201   | 32    | 0     | 0     | 0        | 21    | 21    | 1        | 12          | .500  | 1757  | 405.1    | 443      | 49          | 121      | 11    | 33       | 190      | 14    | 1        | 220   | 201      | 4.46     | 1.39    |

### 背番号
- 48 (2005年 - 2009年)
- 57 (2010年)